# Istituto nazionale per la grafica
L'Istituto nazionale per la grafica è un organismo museale italiano creato per conservare, tutelare e promuovere un patrimonio di opere che documentano l'arte grafica in tutte le sue forme: a stampa, disegni, fotografie.

## Il museo
Ha sede a Roma ed è un istituto dipendente dall'Istituto centrale per la grafica della Direzione generale Belle arti e paesaggio del Ministero dei beni e delle attività culturali e del turismo. La attuale denominazione è attiva dal 10 dicembre 2014 (DPCM 29 agosto 2014, n.171, art.30). In precedenza l'istituto era denominato Istituto Nazionale per la Grafica.
Ha sede nel complesso monumentale della fontana di Trevi, che comprende il Palazzo Poli e il contiguo palazzo della Calcografia, costruito nel 1837 dall'architetto Giuseppe Valadier per ospitare la Calcografia camerale, di cui fu direttore per decenni. Lo storico Palazzo Poli fu acquistato nel 1978 dallo Stato italiano, esercitando il diritto di prelazione, proprio per unificare, anche negli spazi, la Calcografia Nazionale e il Gabinetto nazionale delle stampe, fusi nel 1975 nell'attuale Istituto.
Fra le collezioni storiche detenute dall'istituto, ci sono 5.024 lastre (in vetro 21x27 cm. ed altre 13x18 cm.) dello Studio fotografico Vasari.
Fra le lastre incise sono presenti raccolte di lastre di molti artisti, tra cui Giovanni Battista Piranesi e di Luca Ciamberlano.

## Immagini delle collezioni

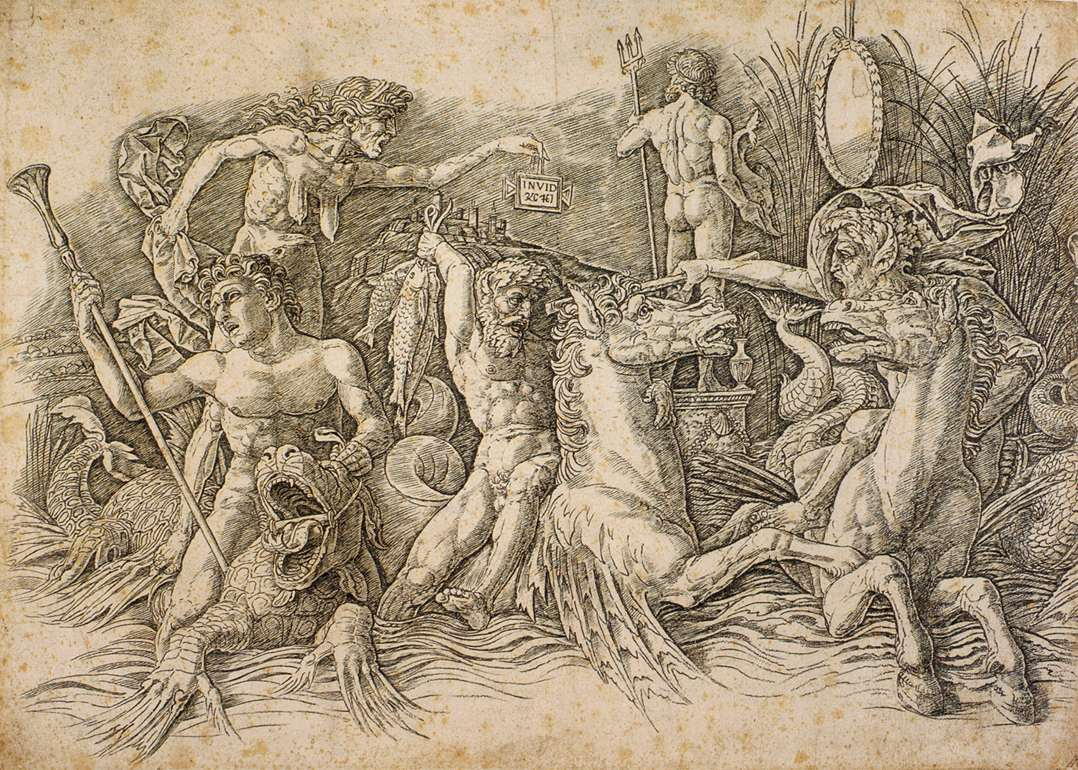
Andrea Mantegna, Battaglia tra due mostri marini
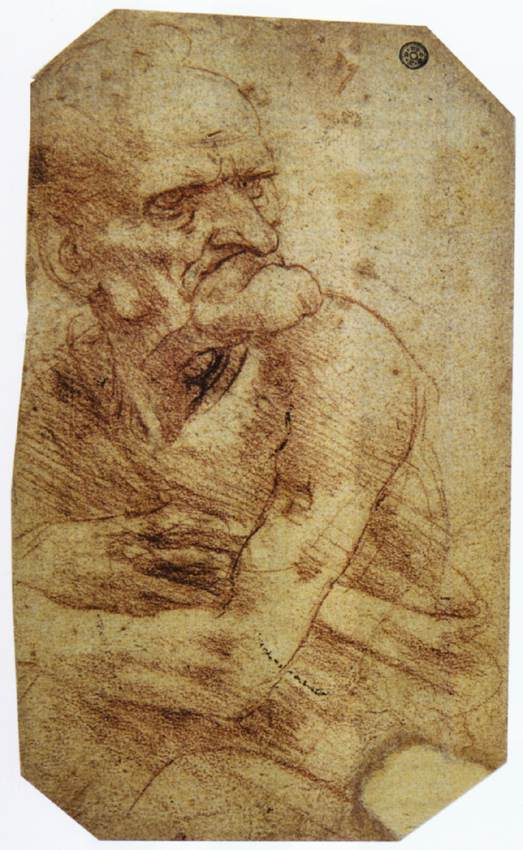
Leonardo da Vinci, Studio di vecchio
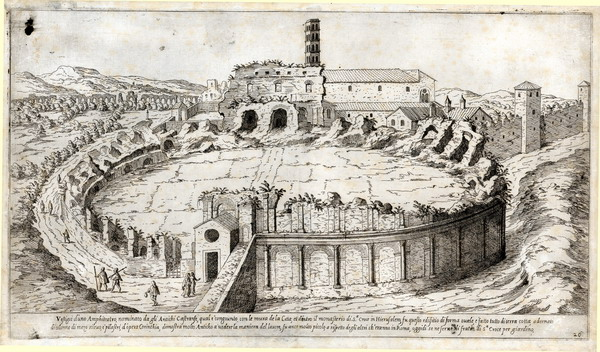
Étienne Dupérac, Anfiteatro Castrense
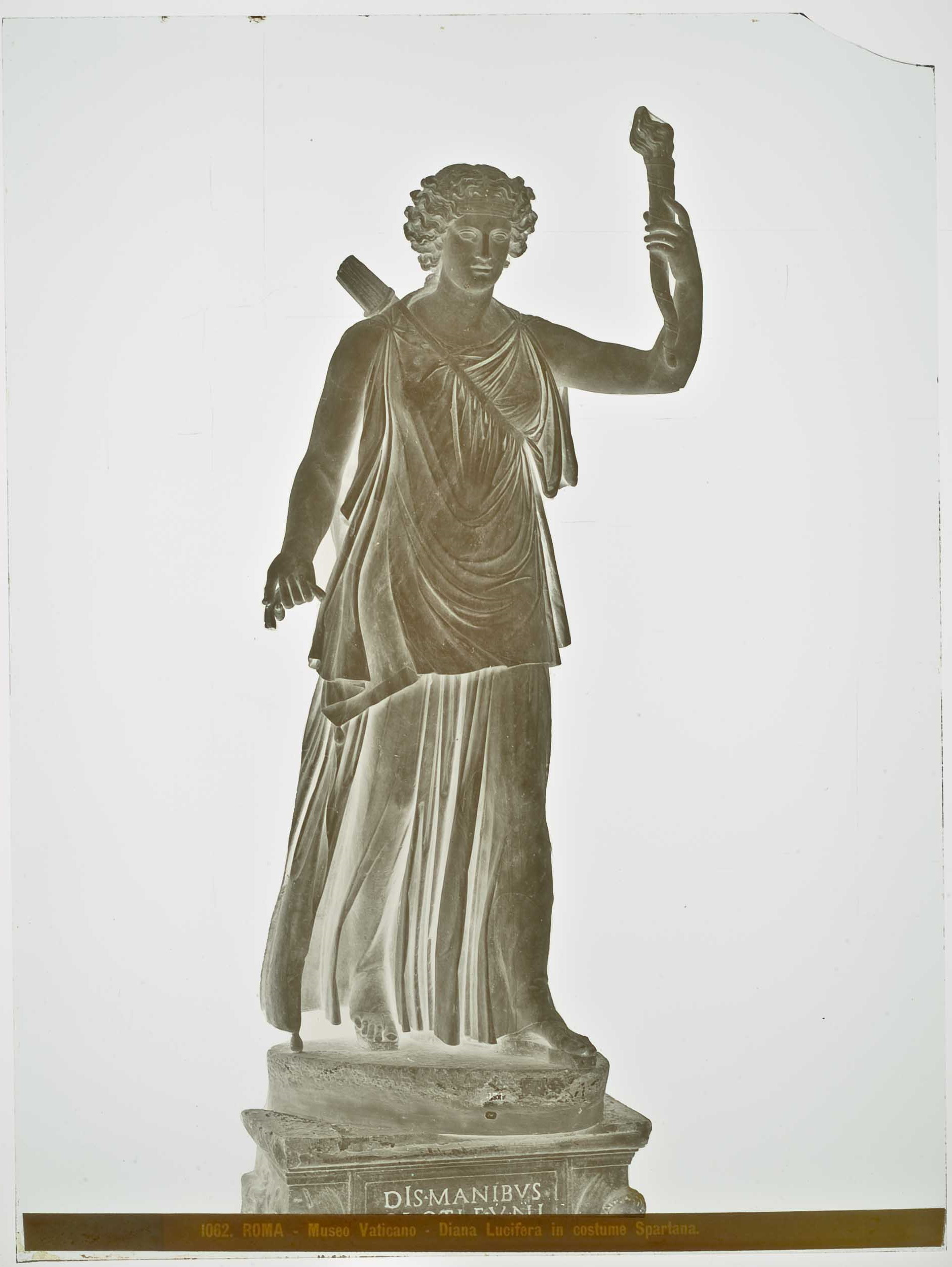
Studio fotografico Vasari, Negativa su lastra in vetro di Scultura di Diana Lancifera, Musei Vaticani